# Климент (Можаров)
Архімандри́т Кли́мент (в миру Петро Можаров; *до 1810 — † 20 вересня 1863, Казань) — російський та український релігійний діяч татарського походження, місіонер та педагог. Ректор Чернігівської духовної семінарії, архімандрит Чернігово-Єлецького Успенського монастиря. Був також ректором Тверської, Казанської та Орловської духовних семінарій. Магістр богослов'я.

## Біографія
Народився в сім'ї священика Рязанської єпархії у Московії. Закінчив Рязанську духовну семінарію. 1827 поступив до Санкт-Петербурзької духовної академії.
30 вересня 1831, після закінчення академічного курсу, отримав ступінь магістра богослов'я, призначений бакалавром Петербурзької духовної академії на катедрі богословських наук.
14 листопада 1831 — пострижений в чернецтво з іменем Климент, викладав у Санкт-Петербурзькій академії. 23 листопада рукопокладений в ієродиякона, 24 листопада — в ієромонаха. 7 жовтня 1832 — причислений до соборних ієромонахів Олександро-Невської лаври.
1833 — протягом місяця виконував обов'язки ректора Санкт-Петербурзької академії. 13 жовтня 1836 — зведений в сан архімандрита.
21 травня — поставлений членом Санкт-Петербурзького духовного цензурного комітету. 17 червня 1838 — поставлений екстраординарним професором академії.
5 травня 1839 — призначений ректором та професором богословських наук Орловської духовної семінарії, разом з тим настоятелем Мценського Петропавлівського монастиря та членом Орловської духовної консисторії.
9 травня 1843 — ректор Казанської духовної семінарії та настоятель Казанського Спасо-Преображенського монастиря.
Займався місіонерською діяльністю серед кантоністів. Часто виїжджав до казарм для бесід з кантоністами, роздавав місіонерську літературу.
24 грудня 1850 — призначений архімандритом до Єлецького Успенського монастиря та ректором Чернігівської духовної семінарії.
31 березня 1852 — ректор Тверської духовної семінарії, настоятель Тверського Отроча монастиря.
Березень 1853 — настоятель Воскресенського Новоєрусалимського монастиря.
1856 — звільнений на покій до Спасо-Преображенського монастиря у місті Казані в Татарстані. 20 вересня 1863 помер, похований на цвинтарі Спасо-Преображенського монастиря.

## Твори
Автор двох збірок проповідей, що були відомі у другій половині XIX ст.:
- «Год в Новом Иерусалиме, или собрание поучений» (1856)[2]
- «Собрание нескольких слов» (1858).